# Wolfgang Brase
Wolfgang Brase (* 7. Februar 1939 in Braunschweig) ist ein ehemaliger deutscher Fußballspieler. Der Verteidiger hat zwischen 1963 und 1967 97 Bundesligaspiele für Eintracht Braunschweig bestritten und 1967 mit der Eintracht die deutsche Meisterschaft gewonnen.

## Laufbahn

### Oberliga Nord, bis 1963
Brase, der nur ca. 300 Meter vom Eintracht-Stadion entfernt in der Siegfriedstraße geboren wurde, spielte bereits ab 1946 in der Jugend des BTSV Eintracht. Er debütierte unter Trainer Kurt Baluses am letzten Spieltag der Saison 1958/59, am 26. April 1959, bei der 0:1-Auswärtsniederlage beim VfR Neumünster in der Oberligamannschaft. Hans Jäcker stand im Tor und der 20-jährige Brase bildete zusammen mit Heinz Patzig das Verteidigerpaar im damals noch praktizierten WM-System. Der talentierte Nachwuchsspieler hatte mit den Eintracht-Amateuren in der Amateur-Oberliga Ost in Niedersachsen den vierten Rang belegt und die Vertragsspielermannschaft den 5. Platz in der Oberliga Nord. Unter Trainer Hans-Georg Vogel bestritt er in der Saison 1961/62 – wie auch Jürgen Moll und Walter Schmidt – alle 30 Oberligaspiele. Als im letzten Oberligajahr, 1962/63, die Platzierung zu einem entscheidenden Kriterium zur Aufnahme für die ab der Runde 1963/64 startende Fußball-Bundesliga herangezogen wurde und der Oberliga Nord darin drei Plätze zur Verfügung standen, gehörte Brase dem Spielerstamm der Blau-Gelben an, die mit einer herausragenden Rückrundenbilanz von 23:7 Punkten den dritten Rang erreichten und damit in die Bundesliga eingereiht wurden. Am letzten Spieltag der alten erstklassigen Oberliga-Ära, den 29. April 1963, schlossen Brase und Kollegen das Kapitel Oberliga Nord mit einem 2:1-Heimerfolg gegen den VfB Lübeck ab. Bis 1963 kam er zu 80 Einsätzen in der Oberliga Nord, in denen er auch ein Tor schoss. Brase begann als Angreifer, wurde aber zum rechten Verteidiger umgeschult.

### Bundesliga, 1963 bis 1967
Die Mannschaft vom Stadion an der Hamburger Straße startete mit dem neuen Trainer Helmuth Johannsen und den Spielerzugängen Hans-Georg Dulz, Peter Kaack, Horst Wolter und Dieter Paulsberg im Sommer 1963 in die neue Eingleisigkeit des deutschen Spitzenfußballs. "Schnippel" Brase eröffnete mit seinen Mannschaftskameraden am 24. August 1963 im Stadion an der Grünwalder Straße gegen 1860 München das Kapitel Bundesliga. Sofort zeigten die als Abstiegskandidat gehandelten Spieler aus Braunschweig, worauf sie bauen konnten, was ihre Stärke sein würde: mit einer eindrucksvollen Defensivleistung entführten sie dem letzten Oberliga-Süd-Meister vor 35.000 Zuschauern durch ein 1:1-Remis den ersten Punkt. In der Berichterstattung wurde festgehalten, dass die "Löwen" auf "einen Deckungsverband trafen, der das Gros der Angriffe kompakt abblockte und in den Zweikämpfen überwiegend die Oberhand behielt". Am Rundenende belegte Braunschweig den elften Rang und Brase hatte zusammen mit Klaus Meyer, Jürgen Moll und Walter Schmidt alle 30 Ligaspiele absolviert. Am 5. Oktober 1963 hatte er bei einem Flutlichtspiel vor 32.000 Zuschauern, beim Heimspiel gegen den FC Schalke 04, zum 4:3-Erfolg in der 55. Spielminute die zwischenzeitliche 3:1-Führung beigesteuert. Auch sein zweites Bundesligator glückte Brase bei einem Spiel gegen Schalke. In der Saison 1964/65 – zur Eintracht waren mit Lothar Ulsaß, Dieter Krafczyk und Erich Maas drei Verstärkungen für die Offensive gekommen – erzielte er am 12. September 1964 beim 3:0-Erfolg bei Schalke 04 in der 83. Spielminute den 3:0-Endstand. Die Johannsen-Elf kam mit 42:47 Toren auf den 9. Rang und Brase hatte wiederum alle 30 Ligaspiele – wie auch Lothar Ulsaß, Peter Kaack und Walter Schmidt – absolviert. Als im dritten Bundesligajahr, 1965/66, die Liga auf 18 Vereine aufgestockt wurde, fehlte das Trio Brase, Kaack und Schmidt in keiner der 34 Ligabegegnungen. Auch dank der konträren Ansichten des Eintracht-Trainers über Training und Führung von Lizenzspielern – es wurde in Braunschweig wöchentlich nur viermal nachmittags trainiert, vormittags saßen die Spieler in den Hörsälen der Universität, der Hoch- und Fachschulen oder übten einen Zweitberuf aus –, hat der gelernte Werkzeugmacher Brase ab 1963 erfolgreich Maschinenbau studiert, in drei Runden alle 94 Bundesligaspiele bestritten und sich als Leistungssportler bewährt.
Die zuverlässige Größe in der Eintracht-Abwehr ging auch in das vierte Bundesligajahr, 1966/67, als unumstrittener Stammspieler. Der Rundenstart gegen Werder Bremen glückte am 20. August 1966 mit einem sicheren 2:0-Heimerfolg. Brase neutralisierte dabei den pfeilschnellen neuen Flügelstürmer Werner Görts bei den Bremern. Acht Tage später wurde das erste Auswärtsspiel mit 1:2 Toren beim Deutschen Meister des Jahres 1966, TSV 1860 München, verloren, aber im Spielbericht wurde notiert: „Die Löwen aus Niedersachsen spielten dagegen überraschend frisch und offensiv auf. Mit 'allen Mann vorn' und 'alle Mann hinten' begann die Eintracht zieharmonikaartig.“ Brase gewann die meisten seiner Zweikämpfe gegen den Münchner Linksaußen Hans Rebele. Im zweiten Heimspiel wurde am 3. September 1966 der Meister des Jahres 1964, der 1. FC Köln, durch ein Tor des überragenden Lothar Ulsaß mit 1:0 bezwungen. Die Eintracht-Defensive – Horst Wolter, Brase, Kaack, Joachim Bäse, Moll, Schmidt – hielt dabei die namhaften Kölner Einzelkönner mit Roger Magnusson, Heinz Flohe, Johannes Löhr, Wolfgang Overath und Heinz Hornig souverän in Schach.
Eine rätselhafte Viruserkrankung stoppte Brases Karriere – nach 97 Bundesligaeinsätzen in Folge. Im Meisterjahr 1966/67 blieb es bei den drei Einsätzen gegen Bremen, 1860 München und Köln. Wegen der Viruserkrankung lag er 1967 insgesamt 20 Wochen im Krankenhaus. In der Saison 1967/68 gehörte er zwar noch zum Kader, spielte aber nicht mehr in der Bundesliga. Er wurde sieben Mal im DFB-Vereinspokal eingesetzt, wobei er ein Tor schoss.
Nachdem er seine aktive Laufbahn beendet hatte, war er Trainer im Amateurbereich, beim TSV Schapen, bei der SpVgg Gifhorn und beim TSV Helmstedt. Als Pensionär spielte er noch viel Tennis.

## Erfolge
Deutscher Fußballmeister 1967 mit Eintracht Braunschweig